# Fox Point
Fox Point è un villaggio degli Stati Uniti d'America, situato in Wisconsin, nella contea di Milwaukee.